# Vladimir Arnold

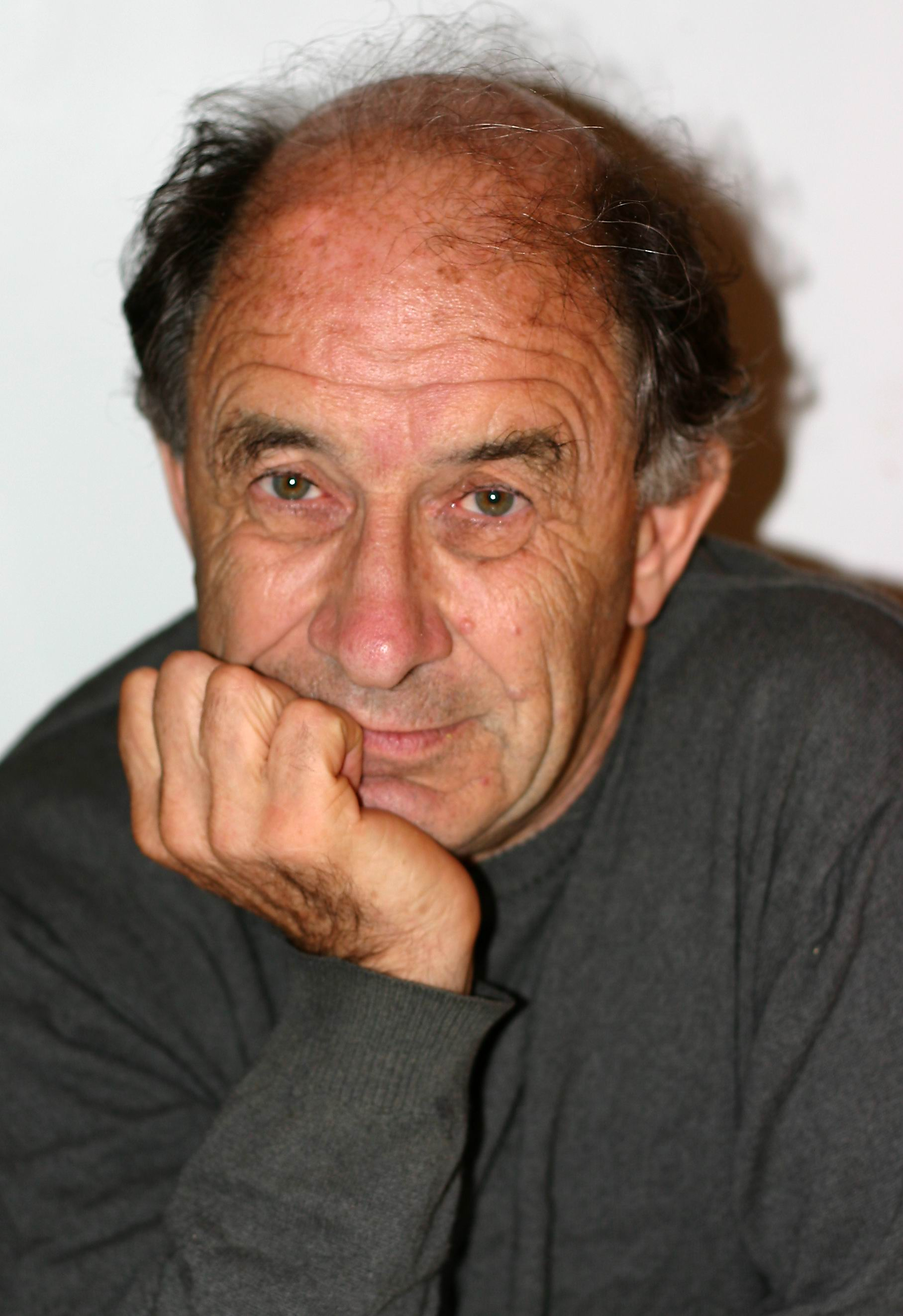
Vladimir Arnold in 2008

Vladimir Igorevich Arnold (Russisch:Влади́мир И́горевич Арно́льд), (Odessa, 12 juni 1937 - Parijs, 3 juni 2010) was een Russisch wiskundige.
Hoewel hij het meest bekend is vanwege de stelling van Kolmogorov-Arnold-Moser met betrekking tot de stabiliteit van integreerbare Hamiltoniaanse systemen, heeft hij sinds zijn eerste belangrijkste resultaat - de oplossing van het dertiende probleem van Hilbert - in 1957, ook belangrijke bijdragen geleverd op een aantal andere gebieden, waaronder de wiskundige systeemtheorie, de catastrofetheorie, de topologie, de algebraïsche meetkunde, de klassieke mechanica en de singulariteitstheorie.

## Biografie
Nog geen twintig jaar oud en als student van Andrej Kolmogorov aan de Staatsuniversiteit van Moskou toonde Arnold in 1957 aan dat iedere continue functie van meerdere variabelen geconstrueerd kan worden uit een eindig aantal twee-variabele functies. Hiermee gaf hij een oplossing voor een variant van het dertiende probleem van Hilbert.
Na zijn afstuderen aan de Staatsuniversiteit van Moskou in 1959, werkte hij daar tot 1986, vanaf 1965 als hoogleraar in de wiskunde. Vanaf 1986 werkte hij aan het Steklov-instituut voor wiskunde. Hij was ook verbonden aan de Université Paris-Dauphine. In 1990 werd hij lid van de Academie van Wetenschappen van de USSR (sinds 1991 de Russische Academie van Wetenschappen). Arnold heeft de theorie van de symplectische topologie als een aparte discipline geïnitieerd. Het vermoeden van Arnold over het aantal dekpunten van Hamiltoniaanse symplectomorfismen en Lagrangiaanse doorsneden waren ook een belangrijke motivatie in de ontwikkeling van de Floer-homologie.
Arnold was een criticus van de trend in het midden van de twintigste eeuw ontstond naar een zeer hoog abstractieniveau in de wiskunde. Hij had uitgesproken opvattingen over hoe deze trend - die het meest werd gepropageerd door de Bourbaki-groep in Frankrijk - aanvankelijk een negatieve invloed op het wiskundig onderwijs in Frankrijk en later ook op het wiskundig onderwijs in andere landen zou hebben gehad.
In 1991 kreeg hij een eredoctoraat van de Universiteit Utrecht. Hij was daar ook gasthoogleraar. In 2008 werd hem de Shawprijs in de wiskundige wetenschappen toegekend.

## Selectieve bibliografie
- (en)  V. I. Arnold, Mathematical Methods of Classical Mechanics, Springer-Verlag (1989), ISBN 0-387-96890-3
- (en)  V. I. Arnold, Geometrical Methods In The Theory Of Ordinary Differential Equations, Springer-Verlag (1988), ISBN 0-387-96649-8
- (en)  V. I. Arnold, Ordinary Differential Equations, The MIT Press (1978), ISBN 0-262-51018-9
- (en)  V. I. Arnold, Yesterday and Long Ago, Springer (2007), ISBN 978-3-540-28734-6.